# Les Pygmées de Carlo

Les Pygmées de Carlo est un téléfilm français réalisé par Radu Mihaileanu, diffusé pour la première fois en 2002.

## Synopsis
Un cinéaste italien, Carlo Ercole, demande à ses assistants de lui trouver des Pygmées dans une forêt d'Afrique centrale.

## Fiche technique
- Titre : Les Pygmées de Carlo
- Réalisation : Radu Mihaileanu
- Scénario : Radu Mihaileanu et Alain-Michel Blanc
- Musique : Béatrice Thiriet
- Photographie : Jean-Noël Ferragut
- Montage : Joseph Licidé
- Production : Pierre Javaux
- Pays de production :  France
- Langues originales : français et baka
- Lieux de tournage :  France et  Gabon

## Distribution
- Yves Verhoeven : Marc
- Stéphane Rideau : Olivier
- Sonia Rolland : Désirée
- Beppe Chierici (it) : Carlo Ercole

## Distinction
- Festival international du film francophone de Namur 2002 : Prix du jury junior